# Programa de beques per la indemnització dels bòxers
El Programa de beques per la indemnització dels bòxers (Xinès: 庚子賠款獎學金; pinyin: Gēngzǐ Péikuǎn Jiǎngxuéjīn) va ser un programa de beques finançat amb els fons d'indemnització de la Rebel·lió dels Bòxers pagats als Estats Units, el programa permetia a estudiants de la Xina estudiar als Estats Units. Ha estat denominat "el programa més important per a l'educació de xinesos als Estats Units i el que millors conseqüències i èxit ha tingut a la Xina en estudis a l'estranger durant el segle XX".

## Antecedents
Encara que hi havia hagut algunes oportunitats d'educació superior per xinesos als Estats Units relacionades amb la Missió educativa de la Xina de Yung Wing aquest esforç va ser de molta curta durada finalitzant el 1881 i hi va haver molt poca activitat posterior.
Després de la Rebel·lió dels bòxers, l'Imperi de Qing que va ser vençut va ser obligat a pagar una compensació de guerra per un total de 450.000.000 taels de plata fina (uns 333 milions de dòlars dels Estats Units actualitzats) amb una taxa d'interès anual del 4%, durant 39 anys, i finalment va pagar 982.238.150 taels (unes 34684 tones de plata), pels danys causats a l'Aliança de les Vuit Nacions, dels quals la part dels Estats Units era del 7,32%, la russa 28,97%, l'alemanya 20,02%, la francesa 15,75%, la britànica 11,25%, la japonesa 7,73%, la italiana 7,32%, la belga 1,89%, l'austrohongarès 0,89%, l'holandesa 0,17%, i l'espanyola, la portuguesa, la sueca i la noruega 0,025% cadascuna.
Quan Liang Chen, el representant Qing davant dels Estats Units va saber, que segons els termes del Protocol bòxer Estats Units tenia assignat més diners dels que inicialment havia sol·licitat, va començar una campanya per pressionar Estats Units perquè tornés la diferència a la Xina. Després de diversos anys, finalment el govern de Theodore Roosevelt va decidir el juny de 1907 fer servir aquesta diferència per crear un programa de beques per estudiants xinesos que anessin a estudiar als Estats Units. El missioner nord-americà Arthur Henderson Smith també va ajudar a persuadir a Roosevelt per utilitzar els diners de la indemnització en educació.